# Рудничное (Челябинская область)
Рудничное — посёлок железнодорожного разъезда в Саткинском районе Челябинской области России. Входит в состав Бакальского городского поселения.
Малая родина Героя Советского Союза Г. М. Лаптева.

## География
Рядом с посёлком протекает река Татарка.

## Население
| 2002 | 2010 |
| ---- | ---- |
| 7    | ↘0   |

## Известные уроженцы, жители
Лаптев, Григорий Михайлович  (1915—1942) — лейтенант Рабоче-крестьянской Красной Армии, участник советско-финской и Великой Отечественной войн, Герой Советского Союза (1940).

## Транспорт
Расположен одноимённый разъезд ветки Бердяуш — Бакал Южно-Уральской железной дороги.